# Mercurius en Aglauros
Mercurius en Aglauros is een schilderij van Carel Fabritius uit circa 1645-1647. Hij maakte het kort na zijn leertijd in het atelier van Rembrandt. Hij woonde op dat moment weer in zijn geboortedorp Middenbeemster, maar het is mogelijk dat hij nog wel in het Amsterdamse atelier van Rembrandt als assistent werkzaam was. Het schilderij was waarschijnlijk bedoeld als pendant van Mercurius en Argus. Omdat de beide schilderijen qua stijl en techniek het midden houden tussen De opwekking van Lazarus (circa 1643) en het zelfportret in Rotterdam (circa 1647-1648), wordt meestal 1645-1647 als ontstaansdatum aangehouden.

## Voorstelling
Het schilderij stelt een scène voor uit het verhaal van Aglauros uit de Metamorfosen van Ovidius, dat zich afspeelt in Athene. Als de drie zussen Herse, Aglauros en Pandrosos samen met andere ongehuwde meisjes in een feestelijke processie een heilig offer hebben gebracht naar de tempel van Minerva (de Romeinse naam van Pallas Athena), keren ze terug naar het paleis van hun vader Cecrops, de legendarische stichter van de stad Athene. Juist op dat moment vliegt Mercurius over de Akropolis en hij wordt verliefd op Herse. 's Nachts dringt hij het paleis binnen waar de zussen slapen, maar hij wordt betrapt door Aglauros. Zij is bereid hem door te laten, maar alleen in ruil voor een flinke beloning. Minerva ziet het gebeuren en besluit Aglauros, die al eerder ongehoorzaam is geweest, te straffen. Ze schakelt hiervoor Invidia (de Afgunst) in, die ervoor zorgt dat Aglauros jaloers wordt op Herse. Als Mercurius terugkeert met een gouden beker, wint Aglauros' jaloezie het van haar hebzucht en weigert ze alsnog opzij te gaan voor hem. Ze zegt: "Ik ga hier niet weg zolang ik u niet weggejaagd heb." Mercurius neemt dit letterlijk en verandert haar in steen, alsof hij wil zeggen: "Aangezien je mij niet tegen kunt houden, zul je voor eeuwig hier blijven." Dit is het moment dat Fabritius heeft uitgebeeld.

## Techniek

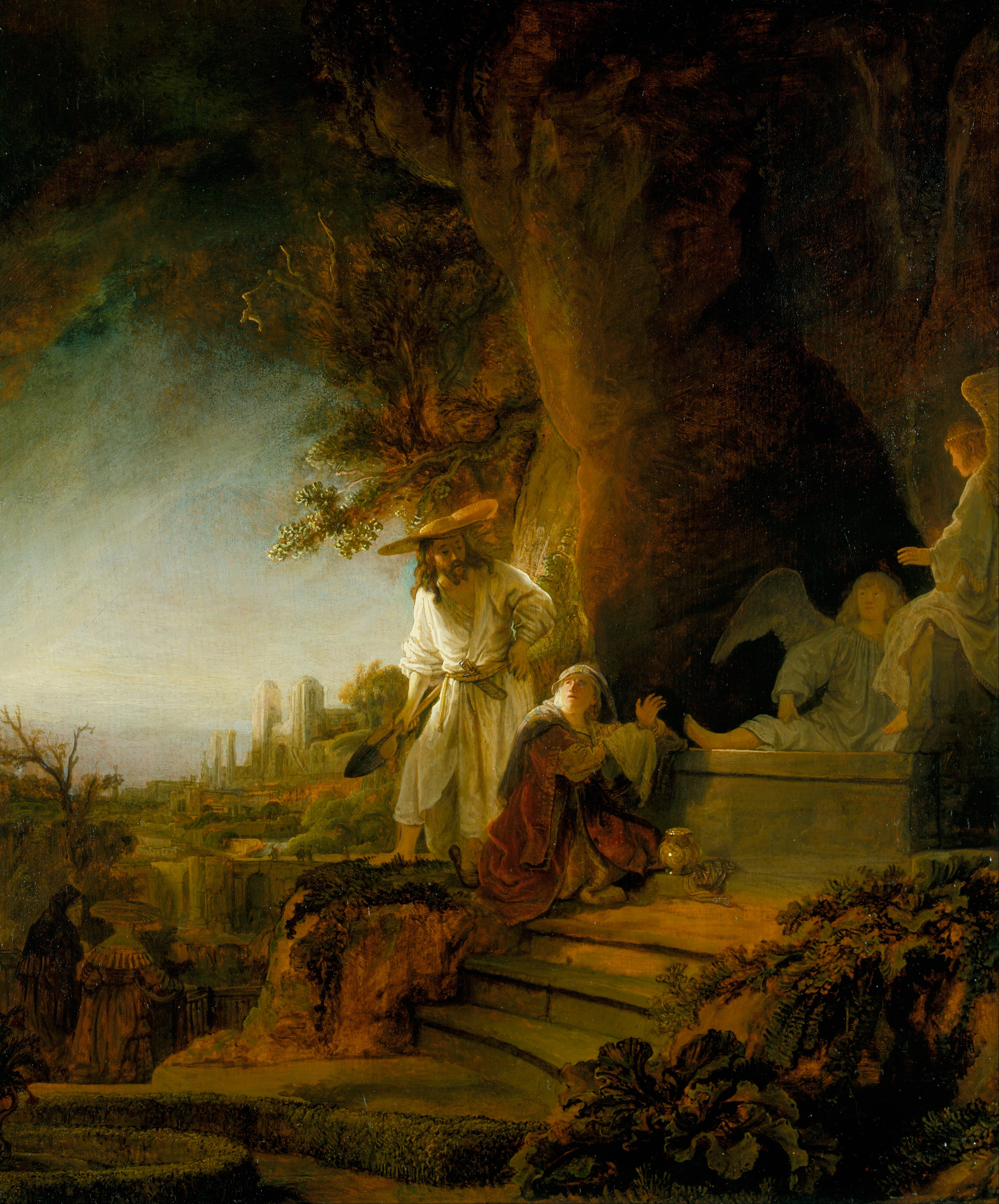
Rembrandt, De herrezen Christus verschijnt aan Maria Magdalena, 1638, Royal Collection, Verenigd Koninkrijk

Net als in zijn latere werken is Fabritius er ook hier al op uit om met behulp van contrasterende en harmoniërende kleuren licht en diepte te suggereren. Het idee om de belangrijkste figuren in het volle licht te plaatsen en de rest in de schaduw weer te geven met een paar vlotte, tekenachtige penseelstreken heeft Fabritius geleerd van zijn leermeester Rembrandt, en dan vooral diens historiestukken uit de jaren 1638-1640, zoals De herrezen Christus verschijnt aan Maria Magdalena uit 1638.
Evenals in Hagar en de engel vormen de kleuren van de twee figuren een scherp contrast. Het felle rood en geel van de verliefde Mercurius contrasteert met het wit en leigrijs van de door jaloezie verteerde Aglauros die verkrampt de gouden kelk wegduwt en al in steen lijkt te veranderen.

## Herkomst en toeschrijving
In elk geval vanaf de tweede helft van de 18e eeuw bevond Mercurius en Aglauros zich in Parijs. Het werd daar in de periode 1763-1778 negen keer geveild. Hiervan werd het zes keer tegelijk aangeboden met Mercurius en Argus. Tijdens deze veilingen stond het schilderij op naam van achtereenvolgens Rembrandt en Johann Liss.
In 1851 dook het weer op bij een Parijse handelaar aan de rue Saint Georges. Drie jaar later kocht Francis Brooks (1824-1891) uit Boston het schilderij in Parijs. Na de dood van zijn vrouw verkochten de erfgenamen het in 1903 aan het Museum of Fine Arts in Boston voor $27,500, bekostigd uit het Martha Ann Edwards Fund. Het schilderij droeg toen de valse signatuur Rembrandt 1652. Na aarzelende toeschrijvingen aan Govert Flinck en Gerbrand van den Eeckhout werd het werk in 1986, na de ontdekking van het gesigneerde schilderij Mercurius en Argus, als een Fabritius herkend. Bij nader onderzoek met infrarood licht kwamen ook op dit schilderij sporen van een signatuur tevoorschijn.